# Sommer-Universiade 2005/Schwimmen
Die Wettkämpfe im Schwimmen der Sommer-Universiade 2005 fanden im Yarı olimpik yüzme havuzu in der Provinzhauptstadt Manisa statt. Die Bewerbe dauerten vom 12. August bis zum 17. August 2005. Das Schwimmen ist eines der vierzehn Spiele der XXIV Summer Universiade.

## Männer

### Freistil
| Distanz | Platz  | Athlet              | Land | Zeit     |
| ------- | ------ | ------------------- | ---- | -------- |
| 50 m    | Gold   | Cullen Jones        | USA  | 22.22    |
| 50 m    | Silber | Andrei Kapralow     | RUS  | 22.40    |
| 50 m    | Bronze | Nicholas Santos     | BRA  | 22.44    |
| 100 m   | Gold   | Jewgeni Lagunow     | RUS  | 49.52    |
| 100 m   | Silber | Andrei Kapralow     | RUS  | 49.70    |
| 100 m   | Bronze | Alessandro Cavi     | ITA  | 49.90    |
| 200 m   | Gold   | Juri Prilukow       | RUS  | 1:49.12  |
| 200 m   | Silber | Ross Davenport      | GBR  | 1:49.16  |
| 200 m   | Bronze | Markus Rogan        | AUT  | 1:50.47  |
| 400 m   | Gold   | Juri Prilukow       | RUS  | 3:49.85  |
| 400 m   | Silber | Justin Mortimer     | USA  | 3:50.52  |
| 400 m   | Bronze | Takeshi Matsuda     | JPN  | 3:51.91  |
| 800 m   | Gold   | Przemysław Stańczyk | POL  | 7:57.00  |
| 800 m   | Silber | Juri Prilukow       | RUS  | 7:57.05  |
| 800 m   | Bronze | Takeshi Matsuda     | JPN  | 7:58.82  |
| 1500 m  | Gold   | Justin Mortimer     | USA  | 15:23.74 |
| 1500 m  | Silber | Thomas Lurz         | GER  | 15:26.20 |
| 1500 m  | Bronze | Ihor Tscherwynskyj  | UKR  | 15:26.70 |

### Rücken
| Distanz | Platz  | Athlet             | Land | Zeit    |
| ------- | ------ | ------------------ | ---- | ------- |
| 50 m    | Gold   | Liam Tancock       | GBR  | 25.50   |
| 50 m    | Silber | Sung Min           | KOR  | 25.59   |
| 50 m    | Bronze | Masafumi Yamaguchi | JPN  | 25.61   |
| 100 m   | Gold   | Masafumi Yamaguchi | JPN  | 55.00   |
| 100 m   | Silber | Matthew Grevers    | USA  | 55.08   |
| 100 m   | Bronze | Junichi Miyashita  | JPN  | 55.81   |
| 200 m   | Gold   | Blaž Medvešek      | SLO  | 1:58.91 |
| 200 m   | Silber | Takashi Nakano     | JPN  | 1:59.09 |
| 200 m   | Bronze | Masafumi Yamaguchi | JPN  | 2:00.76 |

### Brust
| Distanz | Platz  | Athlet               | Land | Zeit    |
| ------- | ------ | -------------------- | ---- | ------- |
| 50 m    | Gold   | Oleh Lissohor        | UKR  | 27.63   |
| 50 m    | Silber | Walerij Dymo         | UKR  | 28.27   |
| 50 m    | Silber | Andrew Scott Dickens | CAN  | 28.27   |
| 100 m   | Gold   | Oleh Lissohor        | UKR  | 1:00.73 |
| 100 m   | Silber | Kevin Swander        | USA  | 1:01.74 |
| 100 m   | Bronze | Makoto Yamashita     | JPN  | 1:01.69 |
| 200 m   | Gold   | Sławomir Kuczko      | POL  | 2:12.35 |
| 200 m   | Silber | Wladislaw Poljakow   | KAZ  | 2:12.69 |
| 200 m   | Bronze | Genki Imamura        | JPN  | 2:12.95 |

### Schmetterling
| Distanz | Platz  | Athlet               | Land | Zeit    |
| ------- | ------ | -------------------- | ---- | ------- |
| 50 m    | Gold   | Serhij Breus         | UKR  | 23.63   |
| 50 m    | Silber | Jewgeni Korotyschkin | RUS  | 23.69   |
| 50 m    | Bronze | Nicholas Santos      | BRA  | 23.98   |
| 100 m   | Gold   | Serhij Breus         | UKR  | 53.37   |
| 100 m   | Silber | Todd Cooper          | GBR  | 53.41   |
| 100 m   | Bronze | Serhij Adwena        | UKR  | 53.42   |
| 200 m   | Gold   | Paweł Korzeniowski   | POL  | 1:56.52 |
| 200 m   | Silber | Takashi Matsuda      | JPN  | 1:57.55 |
| 200 m   | Bronze | Łukasz Drzewiński    | POL  | 1:58.13 |

### Lagen
| Distanz | Platz  | Athlet              | Land | Zeit    |
| ------- | ------ | ------------------- | ---- | ------- |
| 200 m   | Gold   | Eric Shanteau       | USA  | 2:00.13 |
| 200 m   | Silber | Vytautas Janušaitis | LIT  | 2:00.98 |
| 200 m   | Bronze | Zhao Tao            | CHN  | 2:01.29 |
| 400 m   | Gold   | Eric Shanteau       | USA  | 4:18.64 |
| 400 m   | Silber | Péter Nagy          | HUN  | 4:20.05 |
| 400 m   | Bronze | Hidemasa Sano       | JPN  | 4:20.11 |

### Staffel
| Distanz          | Platz  | Athleten                                                                 | Land | Zeit    |
| ---------------- | ------ | ------------------------------------------------------------------------ | ---- | ------- |
| 4×100 m Freistil | Gold   | Antoine Galavtine / Sébastien Bodet / Matthiev Madelaine / Alain Bernard | FRA  | 3:19.91 |
| 4×100 m Freistil | Silber | Chris Cozens / Todd Cooper / Alex Scotcher / Ross Davenport              | GBR  | 3:20.27 |
| 4×100 m Freistil | Bronze | Terrence Silkaitis / Ryan Verlatti / Kyle Ransom / Matthew Grevers       | USA  | 3:20.45 |
| 4×200 m Freistil | Gold   | Andrea Frovi / Alessandro Calvi / Luca Pasteris / Nicola Cassio          | ITA  | 7:19.51 |
| 4×200 m Freistil | Silber | Yoshihiro Okumura / Daisuke Hosokawa / Hisayoshi Satō / Takeshi Matsuda  | JPN  | 7:20.31 |
| 4×200 m Freistil | Bronze | Terrence Silkaitis / Michael Klueh / Justin Mortimer / Doug Van Wie      | USA  | 7:20.54 |
| 4×100 m Lagen    | Gold   | Anton Buhajow / Oleh Lissohor / Serhij Adwena / Denys Sysonenko          | UKR  | 3:38.49 |
| 4×100 m Lagen    | Silber | Matthew Grevers / Kevin Swander / Peter Verhoef / Terrence Silkaitis     | USA  | 3:39.35 |
| 4×100 m Lagen    | Bronze | Masafumi Yamaguchi / Makoto Yamashita / Ryūichi Shibata / Hisayoshi Satō | JPN  | 3:39.36 |

## Frauen

### Freistil
| Distanz | Platz  | Athlet                  | Land | Zeit     |
| ------- | ------ | ----------------------- | ---- | -------- |
| 50 m    | Gold   | Maritza Correia         | USA  | 25.38    |
| 50 m    | Silber | Swjatlana Chachlowa     | BLR  | 25.41    |
| 50 m    | Bronze | Sarah Wanezek           | USA  | 25.60    |
| 100 m   | Gold   | Petra Dallmann          | GER  | 55.35    |
| 100 m   | Silber | Annika Liebs            | GER  | 55.97    |
| 100 m   | Bronze | Jana Mysková            | CZE  | 56.40    |
| 200 m   | Gold   | Otylia Jędrzejczak      | POL  | 1:58.49  |
| 200 m   | Silber | Annika Liebs            | GER  | 1:59.99  |
| 200 m   | Bronze | Petra Dallmann          | GER  | 2:00.81  |
| 400 m   | Gold   | Camelia Potec           | ROM  | 4:10.88  |
| 400 m   | Silber | Rebecca Cook            | GBR  | 4:12.11  |
| 400 m   | Bronze | Chanelle Charron-Watson | CAN  | 4:13.27  |
| 800 m   | Gold   | Rebecca Cook            | GBR  | 8:31.43  |
| 800 m   | Silber | Hayley Peirsol          | USA  | 8:32.89  |
| 800 m   | Bronze | Camelia Potec           | ROM  | 8:33.33  |
| 1500 m  | Gold   | Hayley Peirsol          | USA  | 16:08.06 |
| 1500 m  | Silber | Rebecca Cook            | GBR  | 16:22.47 |
| 1500 m  | Bronze | Jana Pechanová          | CZE  | 16:37.77 |

### Rücken
| Distanz | Platz  | Athlet              | Land | Zeit    |
| ------- | ------ | ------------------- | ---- | ------- |
| 50 m    | Gold   | Aya Terakawa        | JPN  | 29.06   |
| 50 m    | Silber | Jenniefer Carroll   | CAN  | 29.32   |
| 50 m    | Bronze | Swjatlana Chachlowa | BLR  | 29.42   |
| 100 m   | Gold   | Aya Terakawa        | JPN  | 1:01.38 |
| 100 m   | Silber | Masaki Oikawa       | JPN  | 1:02.44 |
| 100 m   | Bronze | Iryna Amschennikowa | UKR  | 1:02.53 |
| 200 m   | Gold   | Aya Terakawa        | JPN  | 2:11.81 |
| 200 m   | Silber | Takami Igarashi     | JPN  | 2:12.23 |
| 200 m   | Bronze | Annika Liebs        | GER  | 2:13.99 |

### Brust
| Distanz | Platz  | Athlet                  | Land | Zeit    |
| ------- | ------ | ----------------------- | ---- | ------- |
| 50 m    | Gold   | Megan Jendrick          | USA  | 30.88   |
| 50 m    | Silber | Jekaterina Kormatschewa | RUS  | 31.79   |
| 50 m    | Bronze | Janne Schaefer          | GER  | 31.92   |
| 100 m   | Gold   | Megan Jendrick          | USA  | 1:08.20 |
| 100 m   | Silber | Rebecca Soni            | USA  | 1:08.77 |
| 100 m   | Bronze | Beata Kamińska          | POL  | 1:09.03 |
| 200 m   | Gold   | Megumi Taneda           | JPN  | 2:27.81 |
| 200 m   | Silber | Rebecca Soni            | USA  | 2:27.84 |
| 200 m   | Bronze | Qi Hui                  | CHN  | 2:27.94 |

### Schmetterling
| Distanz | Platz  | Athlet               | Land | Zeit    |
| ------- | ------ | -------------------- | ---- | ------- |
| 50 m    | Gold   | Wassilissa Wladykina | RUS  | 26.88   |
| 50 m    | Silber | Dana Vollmer         | USA  | 26.91   |
| 50 m    | Bronze | Cristina Maccagnola  | ITA  | 26.99   |
| 100 m   | Gold   | Otylia Jędrzejczak   | POL  | 58.74   |
| 100 m   | Silber | Sarah Healy          | GBR  | 1:00.09 |
| 100 m   | Bronze | Demerae Christianson | USA  | 1:00.16 |
| 200 m   | Gold   | Otylia Jędrzejczak   | POL  | 2:09.67 |
| 200 m   | Silber | Kimberly Vandenberg  | USA  | 2:10.40 |
| 200 m   | Bronze | Terri Dunning        | GBR  | 2:11.73 |

### Lagen
| Distanz | Platz  | Athlet        | Land | Zeit    |
| ------- | ------ | ------------- | ---- | ------- |
| 200 m   | Gold   | Qi Hui        | CHN  | 2:14.99 |
| 200 m   | Silber | Helen Norfolk | NZL  | 2:16.03 |
| 200 m   | Bronze | Nicole Hetzer | GER  | 2:17.22 |
| 400 m   | Gold   | Qi Hui        | CHN  | 4:45.24 |
| 400 m   | Silber | Rebecca Cooke | GBR  | 4:45.62 |
| 400 m   | Bronze | Nicole Hetzer | GER  | 4:46.62 |

### Staffel
| Distanz          | Platz  | Athleten                                                                   | Land | Zeit    |
| ---------------- | ------ | -------------------------------------------------------------------------- | ---- | ------- |
| 4×100 m Freistil | Gold   | Andrea Hupman / Maritza Correia / Sarah Wanezek / Dana Vollmer             | USA  | 3:43.97 |
| 4×100 m Freistil | Silber | Alison Rachel Fitch / Helen Norfolk / Georgina Toomey / Rina Te Taite      | NZL  | 3:46.59 |
| 4×100 m Freistil | Bronze | Elsa N’Guessan / Mylène Lazare / Amandine Bouysset / Angela Tavernier      | FRA  | 3:46.68 |
| 4×200 m Freistil | Gold   | Lauren Medina / Mary Hill / Ashley Chandler / Carmen Retrum                | USA  | 8:05.92 |
| 4×200 m Freistil | Silber | Helen Norfolk / Melissa Ingram / Alison Rachel Fitch / Rina Te Taite       | NZL  | 8:09.09 |
| 4×200 m Freistil | Bronze | Angela Tavernier / Sophie Huber / Mylène Lazare / Elsa N’Guessan           | FRA  | 8:09.50 |
| 4×100 m Lagen    | Gold   | Hayley McGregory / Megan Jendrick / Demerae Christianson / Maritza Correia | USA  | 4:07.00 |
| 4×100 m Lagen    | Silber | Aya Terakawa / Fumiko Kawanabe / Kozue Watanabe / Kaori Yamada             | JPN  | 4:08.99 |
| 4×100 m Lagen    | Bronze | Irina Schiburt / Jekaterina Kormatschewa / Irina Bespalowa / Kira Wolodina | RUS  | 4:10.36 |